# Ivan Belec
Ivan Belec (Radomlje, 3. travnja 1856. – ?), slovenski sociolog i publicist.
Svojim člancima teoretski je pripravio put kršćanskom socijalizmu među Slovencima. 